# Duttaphrynus valhallae
Espèce
Synonymes
- Bufo valhallae Meade-Waldo, 1909 "1908"

Statut de conservation UICN

 DD  : Données insuffisantes
Duttaphrynus valhallae  est une espèce d'amphibiens de la famille des Bufonidae.

## Répartition
Cette espèce est endémique de l'île de Weh à la pointe Nord de Sumatra en Indonésie,.

## Description
L'holotype de Duttaphrynus valhallae, une femelle mesure 82 mm.

## Étymologie
Son épithète spécifique lui a été donnée en référence au nom du bateau le Valhalla sur lequel Edmund Meade-Waldo naviguait quand il a obtenu la série type[Quoi ?].

## Publication originale
- Meade-Waldo, 1909 "1908" : Description of a new species of toad from Sumatra. Proceedings of the Zoological Society of London, vol. 1908, p. 786-788 (texte intégral).